# Всеруска академия по външна търговия
Всеруската академия по външна търговия (на руски: Всероссийская академия внешней торговли), известна и с абревиатурата ВАВТ, е държавно висше училище в Москва.

## История
ВАВТ е създадена като Всесъюзна академия по външна търговия на подчинение на Совнаркома през 1931 г. Поради разпадането на СССР е преименувана на сегашното ѝ име (запазвайки абревиатурата ВАВТ, с която е позната) през 1992 г. Понастоящем е подчинена на Министерството на икономическото развитие.
В съветско време, в качеството си на образователна академия по тогавашната терминология, провежда обучение предимно за придобиване на т.нар. второ висше образование (тоест с прием само на лица със завършено висше образование). От 1988 г. Академията провежда обучение в аспирантура. Далекоизточният филиал на ВАВТ в Петропавловск Камчатски е открит през 1994 г.

## Структура
Днес ВАВТ е водещ център в страната за подготовка на специалисти по международни икономически отношения, а така също и по свързани области като международно право, управление на бизнеса и пр. Академията включва 6 факултета с 19 катедри, както и други образователни и изследователски звена.

### Факултети
- Международен комерчески факултет
- Международно-правов факултет
- Факултет за икономисти-международници
- Факултет за професионални програми
- Факултет по външнотърговски мениджмънт
- Факултет по международни финанси

### Други звена
- Бизнес училище (Школа бизнеса)
- Висше комерческо училище (Высшая коммерческая школа)
- Център за стратегически изследвания на външнотърговската политика на Русия
- Център за фундаментални научни изследвания
- Далекоизточен филиал, Петропавловск Камчатски

## Известни випускници
За целия период на функциониране Академията е подготвила над 20 хиляди випускници. В нея са обучени също така стотици специалисти и ръководители от сферата на външноикономическата дейност в България.
- 1950: Владимир Алхимов – председател на Държавната банка (1976-1986) на СССР
- 1981: Михаил Фрадков – председател на правителството (2004-2007) на Русия
- 1989: Сергей Франк – министър на транспорта (1998-2004) на Русия
- 1991: Игор Юсуфов – министър на енергетиката (2001-2004) на Русия
- 2000: Сергей Гапликов – министър-председател (2004-2010) на Чувашия